# Piccaninny-Krater
Koordinaten: 17° 25′ 30″ S, 128° 26′ 10″ O

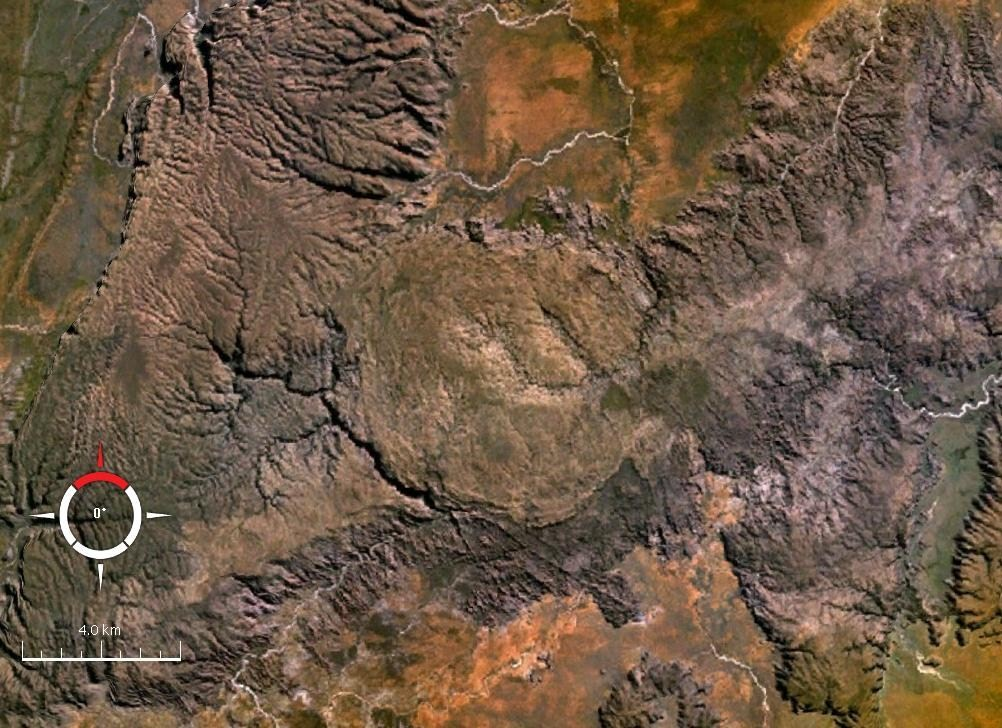
Satellitenbild des Piccaninny-Krater (Landsat)

Piccaninny ist die Bezeichnung für einen stark erodierten Einschlagkrater im Purnululu-Nationalpark von Westaustralien. Der etwa 7 km große Krater ist benannt nach dem Piccaninny Creek. Die Geländestruktur ist gekennzeichnet durch einen kreisförmigen Verlauf in den Sandsteinformationen des Bungle Bungle. Die unzugängliche Struktur wurde 1983 nach Erkundungsflügen entdeckt und ist auf Luft- und Satellitenbildern klar zu erkennen. Ursprünglich wurde als mögliche Ursache der Geländeformation auch Kryptovulkanismus vermutet. Spätere Untersuchungen im Gelände, durch Gene und Carolyn Shoemaker, erbrachten aber den Nachweis für einen Meteoriteneinschlag. Das Gelände liegt heute etwa ein bis zwei Kilometer unter dem ursprünglichen Kraterboden. Das Alter des Einschlags konnte noch nicht genau bestimmt werden, er muss aber vor weniger als 360 Millionen Jahren stattgefunden haben.